# Graphium alebion
Graphium alebion är en fjärilsart som först beskrevs av Gray 1853.  Graphium alebion ingår i släktet Graphium och familjen riddarfjärilar. Inga underarter finns listade i Catalogue of Life.